# Aurelia Dobre
Aurelia Dobre (Bucarest, 16 de noviembre de 1972) es una exgimnasta rumana que fue campeona del mundo individual de gimnasia artística en 1987.

## Biografía
Junto con Daniela Silivas, Dobre fue la mejor gimnasta rumana de los años 1980. En los Campeonatos del Mundo de 1987 celebrados en Róterdam, se proclamó campeona individual, y además las rumanas ganaron también el título por equipos frente a las soviéticas, que habían vencido en las tres últimas ediciones de los mundiales.
En la competición individual, Dobre hizo una de las mejores actuaciones que se recuerdan, siendo la gimnasta con más puntuación en cada uno de los cuatro aparatos. La medalla de plata fue para la soviética Yelena Shushunova y el bronce para la también rumana Daniela Silivas.
Aurelia Dobre solo tenía 14 años y 352 días. Durante mucho tiempo fue considerada la campeona mundial más joven de la historia, incluso en el Libro Guiness. Sin embargo años después se descubrió que había otra más joven, la soviética ganadora en 1981 Olga Bicherova, cuya edad había sido falsificada para poder competir, y que solo tenía 13 años cuando ganó su título.
En Róterdam, Dobre obtuvo además tres medallas en las finales por aparatos: oro en barra de equilibrios, y bronce en suelo y en salto.
Gracias a su éxito en estos mundiales, estaba considerada como la gran favorita para hacerse con el título olímpico individual en los Juegos Olímpicos de Seúl 1988. Sin embargo las expectativas no se cumplieron en los Juegos. En la competición por equipos las rumanas no pudieron esta vez con las soviéticas, que ganaron el oro, mientras Rumanía fue plata y Alemania Oriental bronce.
En la competición individual Aurelia Dobre fracasó de forma sonada, y pronto quedó descartada para las medallas, convirtiéndose la competición en un duelo entre la soviética Yelena Shushunova y la rumana Daniela Silivas, que finalmente se resolvió a favor de la primera. Dobre solo pudo ser 6.ª.
Su última gran competición fueron los Mundiales de 1989 en Stuttgart, donde solo ganó la medalla de plata por equipos.
En 1991 se trasladó a vivir a Estados Unidos, y en 1992 se casó con Boz Mofid, con quien ha tenido cuatro hijos: Cyrus, Darius y los gemelos Lucas y Marcus.
Dobre es coreógrafa y profesora de baile en el gimnasio que tiene con su marido en Maryland.
Pese a su corta trayectoria como gimnasta, fue muy apreciada por su gran técnica y la elegancia de sus ejercicios. Aun hoy en día sigue teniendo muchos fanes que la recuerdan.

## Resultados
- Europeos Júnior de Rímini 1984 - 15.ª individual
- Europeos Júnior de Karlsruhe 1986 - 3.ª individual, 1.ª en salto, 1.ª en asimétricas
- Mundiales de Róterdam 1987 - 1.ª por equipos, 1.ª individual, 1.ª en barra de equilibrios, 3.ª en suelo, 3.ª en salto
- Juegos Olímpicos de Seúl 1988 - 2.ª por equipos, 6.ª individual, 7.ª en asimétricas
- Mundiales de Stuttgart 1989 - 2.ª por equipos